# 12470 Pinotti
12470 Pinotti este un asteroid din centura principală de asteroizi.

## Descriere
12470 Pinotti este un asteroid din centura principală de asteroizi. A fost descoperit pe 31 ianuarie 1997 la Cima Ekar de Maura Tombelli. El prezintă o orbită caracterizată de o semiaxă mare de 2,23 ua, o excentricitate de 0,23 și o înclinație de 4,2° în raport cu ecliptica.